# Владимиров, Борис Тимофеевич
Борис Тимофеевич Владимиров (17 мая 1929, деревня Бродки, Смоленская губерния — 6 февраля 1999, Санкт-Петербург) — советский и российский шахматист, международный мастер (1964), мастер спорта СССР (1957). Юрист по профессии.

## Биография
В чемпионате РСФСР 1957 г. разделил 2—5-е места. Также играл в чемпионатах РСФСР 1955 (5-е м.) и 1960 (7—8-е м.) годов.
В составе ДСО «Труд» бронзовый призёр 3-го командного Кубка СССР (1961) в Москве, также показал лучший результат на 6-й доске.
Участник 29-го чемпионата СССР (1961 г., 14—16-е место).
В составе сборной Ленинграда победитель 8-го чемпионата СССР между командами союзных республик (1962). Также в составе сборной города участвовал в матчах со сборной Будапешта.
Чемпион Ленинграда 1963 г. Чемпион Ленинграда по блицу (1961).
В составе сборной РСФСР участник Спартакиады народов СССР 1967 г.
Участник ряда международных турниров: Москва (1963 г.) — 5-е; Сочи (1966 г.) — 8-е; Ленинград (1967 г.) — 10-е места.
Играл в ярко выраженном атакующем стиле и неоднократно получал призы за самые красивые партии.